# Gonystyloideae
Gonystyloideae, potporodica Vrebinovki. Sastoji se od tri tribusa sa ukuipno 9 rodova, a tipični rod je gonistilus  (Gonystylus) a 32 vrste drveća iz Nikobara, Malezije (bez Malih sundskih otoka) i od Melanezije do Fidžija.

## Rodovi
1. Tribus Synandrodaphneae Herber
  1. Synandrodaphne Gilg (1 sp.)
2. Tribus Octolepideae Thonner
  1. Octolepis Oliv. (7 spp.)
3. Tribus Gonystyleae Reveal
  1. Deltaria Steenis (1 sp.)
  2. Lethedon Spreng. (16 spp.)
  3. Solmsia Baill. (2 spp.)
  4. Arnhemia Airy Shaw (1 sp.)
  5. Gonystylus Teijsm. & Binn. (32 spp.)
  6. Amyxa Tiegh. (1 sp.)
  7. Aetoxylon (Airy Shaw) Airy Shaw (1 sp.)